# Straßengezwitscher
Straßengezwitscher ist ein Twitter-Projekt aus Dresden des medizinischen Fachangestellten Johannes Filous und des Maschinenbaustudenten Alexej Hock. In Reaktion auf den Angriff auf das Protestcamp von Flüchtlingen vor der Semperoper im März 2015 berichten sie seitdem auf dem Twitter-Profil @streetcoverage von und über Aktionen, Konflikte und Demonstrationen rund um das Thema Flüchtlinge und Asyl. Unter anderem über die fremdenfeindlichen Proteste in Freital und den Brandanschlag in Meißen. „Reportagen und Liveticker von dort, wo es brennt. Gegen Rassismus und Fremdenfeindlichkeit“ lautet die Beschreibung auf Twitter. Ziel sei es, in einem Format zu berichten, das nüchtern und objektiv ein Bild der Lage liefern könne.
Mehrfach wurden Hock und Filous dabei von Pegida-Demonstranten bedroht und angegriffen. Über das Projekt wurde in der Presse berichtet und die Tweets in die Online-Berichterstattung von Zeitungen miteinbezogen. Das Projekt wurde am 2. November 2015 mit dem mit 3000 Euro datierten Preis für Zivilcourage vom Förderkreis Denkmal für die ermordeten Juden Europas unter Vorsitz von Lea Rosh für den Einsatz für eine offene Gesellschaft und gegen Rechtsextremismus, Antisemitismus und Rassismus ausgezeichnet. Im Dezember begannen Filous und Hock auf den Seiten von Correctiv per Crowdfunding Geld für eine journalistische Plattform über rechte Webseiten und Asyl-Kundgebungen zu sammeln, um andere Freiwillige in die Arbeit miteinzubinden. Das angestrebte finanzielle Ziel wurde im Februar 2016 noch übertroffen.
Am 24. Juni 2016 wurde Straßengezwitscher mit dem Grimme Online Award in der Kategorie „Information“ ausgezeichnet.